# Katra (Shahjahanpur)
Katra è una suddivisione dell'India, classificata come nagar panchayat, di 26.371 abitanti, situata nel distretto di Shahjahanpur, nello stato federato dell'Uttar Pradesh. 